# Східно-Сибірський край
Східносибірський край (рос. Восточно-Сибирский край) — адміністративно-територіальна одиниця РРФСР, що існувала 30 липня 1930 — 5 грудня 1936.
Адміністративний центр — місто Іркутськ.

## Історія
30 липня 1930 Сибірський край був розділений на Східносибірський і Західносибірський краї. Крім того, до складу новоствореного Східносибірського краю були передані Читинський і Стрітенський округи Далекосхідного краю і Бурят-Монгольська АРСР.
11 серпня 1930 Президія ВЦВК ухвалило: «Включити до складу Східносибірського краю всю територію Красноярського округу з м Красноярськ».
У березні 1934 прийнято рішення про створення Читинської області у складі Східносибірського краю.
7 грудня 1934 зі складу Східносибірського краю було виокремлено Красноярський край, в який увійшли Хакаська автономна область, Таймирський і Евенкійський національні округи. В цей же день Читинська область була скасована.
5 грудня 1936 Східносибірський край скасовано, територія розділена між Східносибірською областю і Бурят-Монгольською АРСР.